# Xã Lincoln, Quận Washington, Arkansas
Xã Lincoln (tiếng Anh: Lincoln Township) là một xã thuộc quận Washington, tiểu bang Arkansas, Hoa Kỳ. Năm 2010, dân số của xã này là 2.249 người.